# 幸橋 (福井市)
幸橋（さいわいばし）は、福井県福井市中心部の足羽川に架かる、福井県道28号福井朝日武生線（フェニックス通り）、及び福井鉄道福武線（併用軌道）上にある橋。日本一の桜並木の川上寄りに架かる。

## 概要

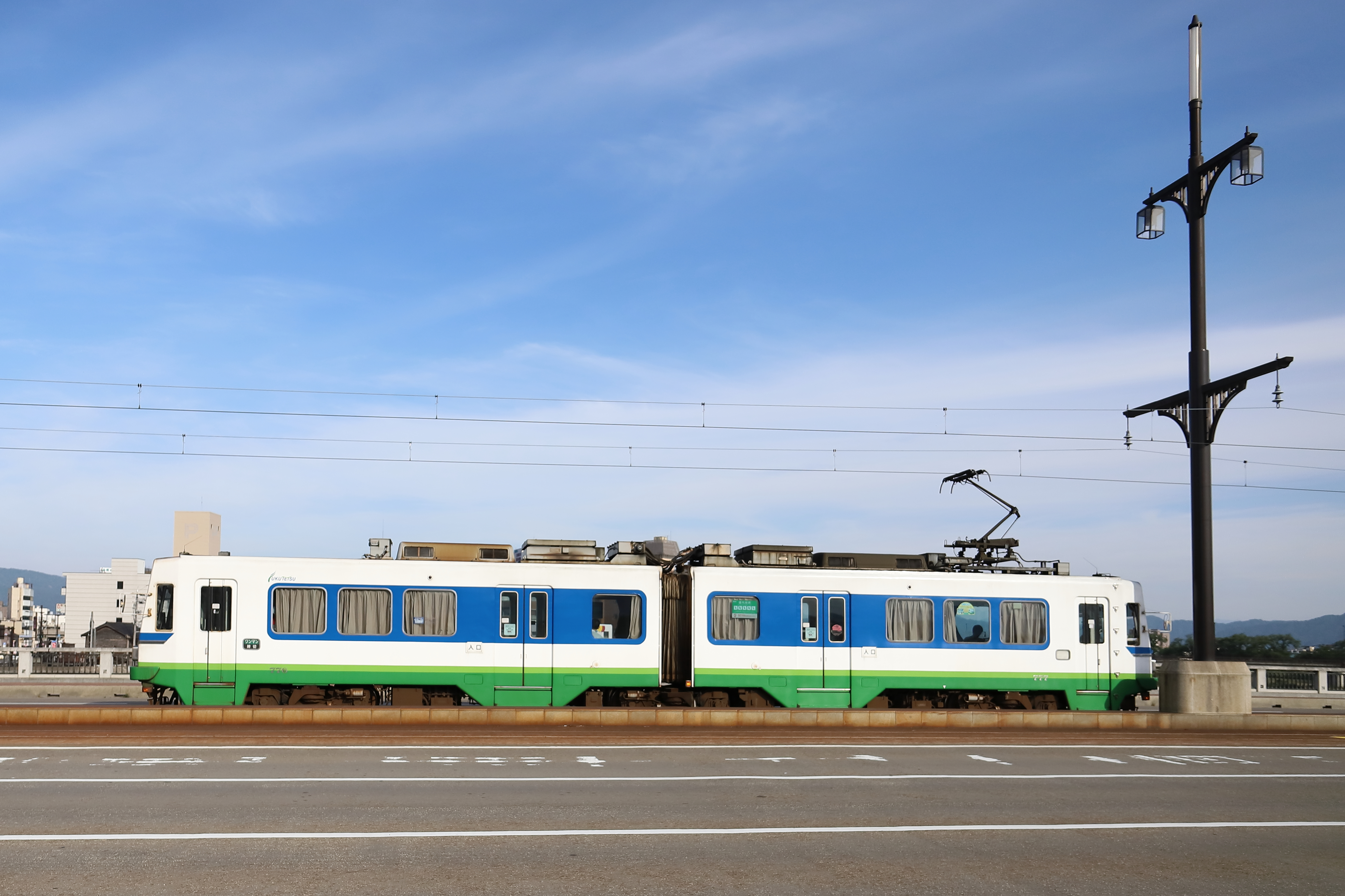
橋の上を走る福井鉄道の路面電車

右岸（北詰）：福井県福井市中央2丁目、福井県福井市中央3丁目
左岸（南詰）：福井県福井市毛矢1丁目、福井県福井市毛矢2丁目
全長：140m
全幅：36.8m
車道車線数：車道：5車線（北行3、南行2）
軌道：複線（軌間1,067mm、直流600V電化）

## 地理
古代からの幹線道の北陸道にあたる下流（西北西）約600 mにある九十九橋に対し、幕末の1862年（文久2年）に福井藩士・三岡八郎（=のちに東京府知事となる由利公正）の発起により福井城のより近くへ初の架橋となったため「新橋」とも呼ばれている幸橋は、新たな幹線道として、明治以降に国道18号、国道12号を経て、現在の道路法による国道8号に、同福井バイパスの初期部分開通時まで指定されていた。現在の幸橋北詰交差点は県道福井朝日武生線の起点であると共に、国道158号のかつての起点で、北陸自動車道福井ICから福井市街方面に向かった突きあたりの六叉路。現在は福井県道・石川県道5号福井加賀線が南東方向と北方向に曲折している。旧国道8号である橋の南北直進方向はフェニックス通り、旧国道158号である北詰交差点の東方向は、城の橋通りの愛称が福井市によりそれぞれ制定されている。
北約150mにある大名町交差点は福井市役所の至近位置にあり、県道福井加賀線がさらに西へ折れると共に、北へ延びる福井県道30号福井丸岡線の起点、東の福井駅から来る福井県道11号福井停車場線の終点でもあるといったように、福井県で最も主要地方道が集中する区間であるため、車の往来が激しい。また、この区間には福武線の上り方面線路に本町通り駅があったが、架け替え工事に伴って付近に25 ‰の勾配が生じることから2002年（平成14年）7月15日付で廃止された。なお、大名町交差点の東西方向の道路愛称は、東側が中央大通り・西側が本町通りで、北東角には京福バスターミナル、北西角には福井銀行本店がある。
老朽化により2002年10月13日から仮橋に移設され、新しい橋が2007年（平成19年）12月16日に完成した。河川法に合致するよう設計されたことから、最大で1.2 m高い位置となった。道路面下には地熱を利用したロードヒーティングが施されており、夏に足羽川左岸の河原で温められた不凍液を冬季に循環させている。また、軌道部はセンターポール式の架線柱を設置の上でシンプルカテナリー式の電車線が張られ、橋前後の併用軌道区間で用いられ旧橋にも使用されていた直接吊架式に比べて景観の向上となっている。また、左岸（南詰）上流側には橋に隣接して「由利公正広場」が整備されている。

## 交通
- 福井鉄道福武線 福井城址大名町駅から徒歩約5分。
- 北陸新幹線・ハピラインふくい線・えちぜん鉄道勝山永平寺線 福井駅から徒歩約10分。
- E8 北陸自動車道 福井ICから、国道158号・福井県道・石川県道5号福井加賀線経由 約5 km。

## 周辺
- 足羽川桜並木
- 城の橋通り
- 足羽山
- 福井市橘曙覧記念文学館
- 左内公園
- 桜橋（1本下流側に架かる）
- 九十九橋（2本下流側に架かる）